# ترینیتی رادمن
ترینیتی رادمن (انگلیسی: Trinity Rodman؛ زادهٔ ۲۰ مهٔ ۲۰۰۲) بازیکن فوتبال اهل ایالات متحده آمریکا است.
از باشگاه‌هایی که در آن بازی کرده‌است می‌توان به واشینگتن اسپیریت اشاره کرد.
وی همچنین در تیم‌های ملی فوتبال United States women's national under-17 soccer team, United States women's national under-20 soccer team، و زنان ایالات متحده آمریکا بازی کرده‌است.